# Pradinas
Pradinas település Franciaországban, Aveyron megyében. Lakosainak száma 359 fő (2022. január 1.). Pradinas Cabanès, Castanet, Rieupeyroux, La Salvetat-Peyralès, Sauveterre-de-Rouergue és Tayrac községekkel határos.

## Népesség
A település népességének változása:
| Lakosok száma | 584  | 508  | 420  | 372  | 369  | 365  | 360  | 354  | 354  | 359  |
|               | 1968 | 1982 | 1990 | 2006 | 2013 | 2015 | 2017 | 2019 | 2020 | 2022 |